# Mytteriet på Ørnen
Mytteriet på Ørnen (originaltitel Bashful Buccaneer) er en amerikansk stumfilm fra 1925 instrueret af Harry Joe Brown.

## Medvirkende
- Reed Howes som Jerry Logan
- Dorothy Dwan som Nancy Lee
- Sheldon Lewis
- Bull Montana
- Jimmy Aubrey
- Sam Allen
- George B. French som Clipper Jones